# Åkerlänna
För församlingen Åker-Länna, se Åker-Länna församling.
Åkerlänna är en by i nordvästra delen av Bälinge socken i Uppsala kommun. Till skillnad från östra delen av socknen ligger Åkerlänna ännu idag inne i skogsbygd, inte långt från den naturgeografiska Norrlandsgränsen. Orten ligger vid länsväg C 631, cirka 10 km nordväst om Skuttungeby.

## Allmänt
En skola med grundskolans årskurser F-6 har funnits på orten - Åkerlänna skola men nedlagts efter beslut om ny plan för kommunens skolor 2016. Invid den nedlagda skolan finns Lännaborg, som är en fotbollsplan där klassiska klubben IK Hinden spelar sina hemmamatcher. 
Bebyggelsen i Åkerlänna domineras idag av villor och bondgårdar.

## Historia
Åkerlänna nämns i skriftliga källor första gången 1343 i ett brev på latin från änkan Margareta Jonsdotter, där hon upplåter jord i bl.a. Åkerlänna ("in villa Akerland"), Askarbäck ("in Askalabæk") och Oxsätra ("in villa Vxsætrum") till kung Magnus och Uppsala borgerskap. 1452 omnämns byn igen då mark i Åkerlänna testamenteras till riddaren Johan Slaweka och hans syskon.
Under tidigmodern tid har byn bestått i ett halvt mantal frälse säteri, tillhörande först släkten Benzelstjerna (1741), senare Stråle (1825) och Schelin (1849) samt ett fjärdedels mantal bondebefolkning och övrig landsbygdsbefolkning som varit delvis beroende av arbete på säteriet.